# Уютный (Железногорский район)
Ую́тный — посёлок в Железногорском районе Курской области. Входит в состав Разветьевского сельсовета.

## География
Расположен на северо-западе района, в 14 км к западу от Железногорска на правом берегу реки Осмони, у границы с Дмитровским районом Орловской области. Высота над уровнем моря — 194 м. Ближайшие населённые пункты — посёлки Светловка и Петровский (в Дмитровском районе Орловской области).

## История
В 1937 году в посёлке было 20 дворов. Во время Великой Отечественной войны, с октября 1941 года по февраль 1943 года, Уютный находился в зоне немецкой оккупации. До 2010 года посёлок входил в состав Расторогского сельсовета.

## Население
| 2002 | 2010 |
| ---- | ---- |
| 0    | →0   |